# Aminata Kane
Pour les articles homonymes, voir Kane.
Aminata Kane, née le 9 juin 1969 à Kaolack, est une joueuse sénégalaise de basket-ball.

## Carrière
Aminata Kane évolue en équipe du Sénégal dans les années 1990 et remporte notamment le Championnat d'Afrique féminin de basket-ball 1997. Elle participe aussi au Championnat du monde féminin de basket-ball 1998, terminant à la 14e place.